# Afrectopius nigrithorax
Afrectopius nigrithorax là một loài tò vò trong họ Ichneumonidae.